# 森マリア
森 マリア（もり マリア、 1955年6月29日 - ）は、北海道札幌市出身の元歌手・元女優。旧芸名はマリア・エリザベス。

## 人物・略歴
父親がアメリカ人で母親が日本人のダブル。聖心女子学院高等科卒業。
1969年「ドリフターズ大作戦」のマスコットガールとして、ゴールデン・ハーフの前身のグループが結成され、メンバーとして参加。当時の芸名は、マリア・エリザベス。アイドルグループ「ゴールデン・ハーフ」の一員としてデビューし、解散後はソロで女優業を行う。
1976年にいったん引退したが1977年に女優に復帰、同年5月Gメン75の刑事役に抜擢された。
時代劇出演が多かった。現在は、芸能界を引退している。

## 出演作品
- ヨイショ（1974年6月7日 - 11月29日、TBS）
- ザ★ゴリラ7（1975年、NET / 東映） - 秋月ローザ
- ばあちゃんの星（1975年、TBS）
- 宇宙鉄人キョーダイン （1976年、MBS / 東映） - イヴォンヌ中尉
- ベルサイユのトラック姐ちゃん第9話「花の素肌が燃えるとき」（1976年7月2日、テレビ朝日）
- 幻花（1977年2月14日 - 1977年5月23日、テレビ朝日）
- Gメン'75（TBS / 東映） - 速水涼子刑事 
  - 第105話 「香港－マカオ警官ギャング」 - 第203話 「また逢う日まで速水涼子刑事」（1977年5月21日 - 1979年4月21日）
  - 第279話 「FBlから来た女刑事」（1980年10月4日）
  - 第288話 「唇を奪われた女刑事」（1980年12月6日）
- 江戸の激斗 第8話「宿場の対決」（1979年、CX / 東宝） - お京
- 大空港 第57話「鬼刑事が哭いた!」（1979年、CX / 松竹） - ナンシー
- 家路PART2（1979年11月14日 - 1980年2月6日、TBS）−理絵
- 頓珍館おやじ（1980年1月10日 - 5月1日、TBS）−英子
- 雪姫隠密道中記（1980年、MBS / S.H.P.） - おさらばお千
- 87分署シリーズ・裸の街（1980年4月14日 - 10月6日、CX / 松竹） - 黒須光江
- 長七郎天下ご免!（1981年2月5日 - 1982年3月25日、ANB / 東映） - 信乃
- 木曜ゴールデンドラマ「あらたなる旅立ち 妻よ子よありがとう」（1980年10月2日、YTV）
- 岡っ引どぶ（CX / 映像京都）
  - 時代劇スペシャル版「風車殺人事件」（1981年） - おけい
  - テレビシリーズ版（1991年） - おらん
- 玉ねぎむいたら…（1981年4月3日 - 11月6日、TBS） - 鹿島銀子
- 火曜サスペンス劇場「名無しの探偵1・愛の失踪」（1982年3月16日、NTV）
- 源九郎旅日記 葵の暴れん坊（1982年 - 1983年、ANB / 東映） - お夕
- 月曜ドラマランド「のんき君3」（1984年10月8日、CX） - 令子
- 暴れん坊将軍シリーズ（ANB / 東映）
  - 暴れん坊将軍II
    - 第121話「花のお江戸で嫁とるだ!」（1985年） - おこん
    - 第139話「信濃路、新さん賭場荒らし!」（1986年） - お銀
    - 第163話「新さんに再び悪女の深情け!」（1986年） - お銀

  - 暴れん坊将軍III
    - 第50話「初富士の花嫁、吉宗の禁じられた恋!」（スペシャル）（1989年） - お紺
- 遠山の金さんII 第23話「さらば愛しき夫よ!」（1986年、テレビ朝日） - とき
- 大岡越前 第10部 ～ 第13部（1988年 - 1993年、TBS / C.A.L） - お柳
- 水戸黄門 第18部 第8話「泥棒夫婦の大予言 -追分-」（1988年10月31日、TBS / C.A.L） - お照
- ママは幽霊がお好き（1988年1月11日 - 1月14日、TBS）
- あぶない少年III（1988年10月12日 - 1989年3月29日、テレビ東京）
- いまどき銀座物語ぼんぼん（1989年5月18日 - 7月27日、フジテレビ）
- 翔んでる!平賀源内（1989年、TBS / C.A.L） - おたか
- ちびっこアベック歌合戦（1974年10月5日 - 1975年9月26日、毎日放送制作・TBS系にネットチェンジ後） - 司会
- 一枚の写真
- 時間だヨ!アイドル登場 （1974年4月13日 - 1976年、日本テレビ）- 副司会